# Scutelliformis
Scutelliformis is een monotypisch geslacht van roesten uit de familie Phragmidiaceae. Het bestaat alleen uit Scutelliformis bicornus.